# Річард Ешворт
Річард Джеймс Ешворт (англ. Richard James Ashworth; нар. 17 вересня 1947, Фолкстон, Англія) — британський політик з Консервативної партії. Депутат Європейського парламенту з 2004.
Він здобув середню освіту та диплом з агрономічного менеджменту. Займався фермерством у Новій Зеландії, а потім з 1972 по 2001, у Східному Сассексі. У кінці 70-х років Ешворт заснував свою власну обробну компанію, а також очолював United Milk PLC і об'єднання фермерів.